# وانگ ییفو
وانگ ییفو (چینی: 王义夫؛ زادهٔ ۴ دسامبر ۱۹۶۰) تیرانداز اهل چین بود.
وی در مسابقات کشوری و بین‌المللی در مجموع برندهٔ ۲ مدال طلا، ۳ مدال نقره، ۱ مدال برنز شده‌است.